# Hahle
Hahle ist ein Stadtteil der Hansestadt Stade in Niedersachsen, der zwischen der Stader Innenstadt und Haddorf liegt.
Der Stadtteil Hahle ist im Norden von der Niederelbebahn Stade-Cuxhaven, im Osten und Südosten von der Bremervörder Straße, im Süden von der Bundesstraße 73 und im Westen vom „Haddorfer Grenzweg“ begrenzt.
Sowohl Haddorf im Westen als auch Wiepenkathen im Süden sind etwa einen Kilometer von Hahle entfernt. Die Innenstadt von Stade liegt etwa 2,5 km entfernt.

## Geschichte
Ebenso wie die Ortschaften Haddorf und Wiepenkathen entstand Hahle aus einem einzigen landwirtschaftlichen Hof. Dieser Hof befand sich an der heutigen Kreuzung der Bundesstraßen 73/74. Hahle wurde in Siedlungsbauweise in den 1950/1960er Jahren erbaut. Die Bebauung in Hahle besteht hauptsächlich aus größeren Häuserblocks, die jeweils aus Mietwohnungen bestehen. Im westlichen Teil Hahles besteht die Bebauung zum Großteil aus Komponenten des sozialen Wohnungsbaus.

## Wirtschaft und Infrastruktur

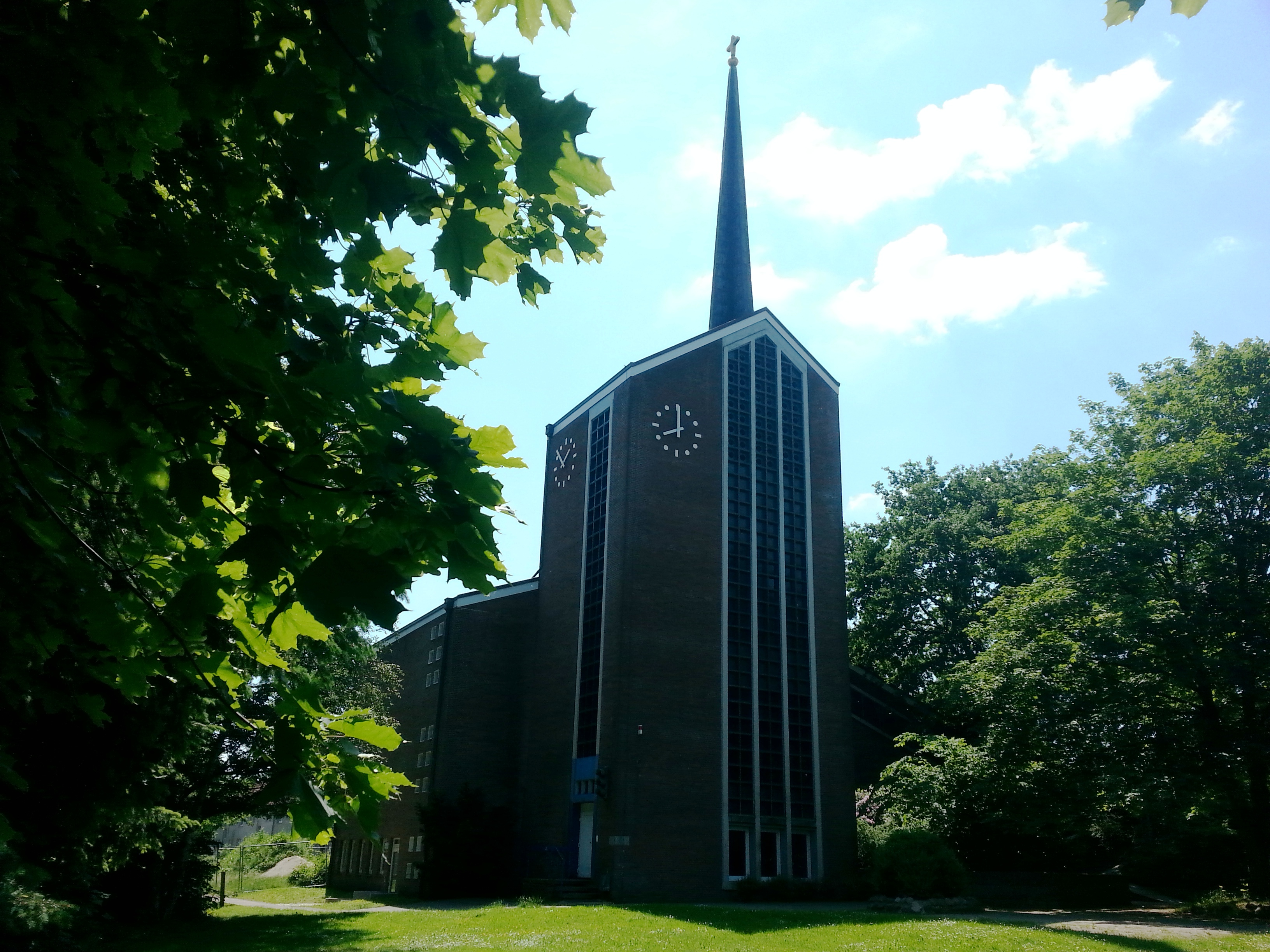
Markuskirche von Norden

In Hahle befindet sich eine Score-Tankstelle, eine Fahrschule, eine Eisdiele mit Eiscafé, zwei Bankfilialen und mehrere Supermärkte und Baumärkte. Zu diesen Supermärkten zählt auch ein Media-Markt sowie eine in Richtung Haddorf gelegenes E-Center von Edeka. In Hahle befindet sich die 1965 eingeweihte Markuskirche.

## Bildung und Soziales
In Hahle befinden sich drei Kindertagesstätten und die Grundschule Hahle (teilgebundene Ganztagsschule), deren Gebäude auch als Außenstelle des Vincent-Lübeck-Gymnasiums genutzt wurde. In dieser Grundschule wurden bis zum Jahre 2000 auch Schüler aus Haddorf unterrichtet, bis in Haddorf selbst eine neue Grundschule gebaut wurde. Seitdem ist die Schule nicht mehr vier-, sondern nur noch zweigleisig. Es gibt einen Schulkindergarten, der von der Grundschule in Kooperation mit der Kita im Bildungshaus betreut wird.
Außerdem gibt es in Hahle mehrere Behindertenheime, die vom DRK betrieben werden. Diese verfügen über Behindertenwerkstätten, unter anderem mit einem Wäschereibetrieb. 
Des Weiteren befinden sich in Hahle ein Altenheim sowie ein Friedhof, der auch von Haddorf genutzt wird.